# Semaeopus curta
Semaeopus curta là một loài bướm đêm trong họ Geometridae.